# Teleiopsis diffinis
Teleiopsis diffinis là một loài bướm đêm thuộc họ Gelechiidae. Loài này có ở châu Âu, Bắc Phi, Cận Đông và Trung Á.
Sải cánh dài 13–18 mm. Con trưởng thành bay từ tháng 5 đến tháng 8. Có hai lứa trưởng thành một năm.
Ấu trùng ăn Rumex acetosella và Rumex crispus.